# エスタニス・ペドロラ
エスタニスラウ・"エスタニス"・ペドロラ・フォルトゥニー（Estanislau "Estanis" Pedrola Fortuny、2003年8月24日 - ）は、スペイン・カタルーニャ州カンブリス出身のサッカー選手。UCサンプドリア所属。ポジションはFW。

## クラブ経歴
カタルーニャ州のカンブリスに生まれ、2014年にRCDエスパニョールのカンテラに入団するも、2019年に放出された。2年後の2021年、FCバルセロナのフベニールAに加入した。
2022年1月2日、ラ・リーガのRCDマヨルカ戦にて、イリアス・アコマシュとの交代でトップチームデビューを果たした。

## 人物
名前の「エスタニスラウ」は、第二次世界大戦を戦い、ナチスの強制収容所で亡くなった曽祖父の名前から付けられた。